# Kollektiva förhandlingar
Kollektiva förhandlingar är en förhandlingsprocess mellan å ena sidan organisationer som representerar de anställda och å den andra arbetsgivare eller deras organisationer, och som har som målsättning att uppnå en överenskommelse som reglerar arbetsförhållanden. De anställdas intressen representeras vanligtvis genom fackföreningar (t.ex. Landsorganisationen) och arbetsgivarna genom arbetsgivareföreningar (t.ex. Svenskt Näringsliv). Ännu under 1900-talets början gick framstående företagsledare in för personliga avtal med arbetarna till skillnad från kollektiva förhandlingar men de tvingades snart tänka om.
Kollektivavtalen som nås genom förhandlingarna innehåller i regel överenskommelser som reglerar löner, arbetstider, utbildning, försäkringar, övertid, arbetarrepresentation och deltagande på arbetsplatsen och i företagets ledning med mera.
År 2018 omfattades 90 procent av alla löntagare i Sverige av kollektivavtal, inom privat sektor 82-83 procent.